# Arnas
Arnas je obec ve Francii v departementu Rhône v regionu Auvergne-Rhône-Alpes. Leží zhruba 30 km jižně od Mâconu, 4 km severně od Villefranche-sur-Saône a 32 km severně od centra Lyonu. Má přibližně 4 400 obyvatel.